# Sønder Bjert
Sønder Bjert är en tätort i Koldings kommun i Region Syddanmark i Danmark. Tätorten har 2 292 invånare (2024). Den ligger på Jylland, cirka 6 kilometer sydost om Kolding.